# اولئاندومایسین
اولئاندومایسین(به انگلیسی: Oleandomycin) یک آنتی بیوتیک ماکرولیدی است. این ماده از سویه‌های Streptomyces antibioticus سنتز می‌شود . این آنتی بیوتیک از اریترومایسین ضعیف تر است. 
اولئاندومایسین می‌تواند برای مهار فعالیت باکتری‌های مسئول ایجاد عفونت در دستگاه تنفسی فوقانی همانند اریترومایسین استفاده شود. هر دو می‌توانند بر روی گونه‌های استافیلوکوکوس و انتروکوکوس تأثیر بگذارند. 